# Schoenlandella atricornis
Schoenlandella atricornis är en stekelart som först beskrevs av William Harris Ashmead 1894.  Schoenlandella atricornis ingår i släktet Schoenlandella och familjen bracksteklar. Inga underarter finns listade i Catalogue of Life.